# Steinen (Baden-Württemberg)
Steinen è un comune tedesco di 10 339 abitanti, situato nel Land del Baden-Württemberg.